# Kaili
Kaili (凯里市S, KǎilǐP) è una città-contea della Cina, situata nella provincia del Guizhou e amministrata dalla prefettura autonoma miao e dong di Qiandongnan.